# Rocco Buttiglione
Rocco Buttiglione (Galipoli, Italija, 6. lipnja 1948.) - talijanski političar, pravnik, akademik i filozof
Studirao je pravo u Torinu i Rimu. Govori talijanski, engleski, njemački, francuski, portugalski, španjolski i poljski jezik. Postao je profesor političkih znanosti na Sveučilištu sv. Pija V. u Rimu. Član je Europske akademije znanosti i umjetnosti. Izabran je u talijanski parlament u svibnju 2001. Bio je talijanski ministar za pitanja Europske unije. José Manuel Durão Barroso predložio ga je 2004. za komesara EU-ove zakonodavne komisije. Jedno tijelo Europskog parlamenta odbilo je prijedlog, zbog katoličkih stavova Buttiglionea o homoseksualnosti te zbog izjave: „Obitelj postoji s ciljem, da žene imaju mogućnost rađanja djece i zaštitu muškarca, koji brine o njima.“ Nije izabran. Talijanski katolički političari i Katolička Crkva, stali su u njegovu obranu. Napisao je više knjiga o filozofiji, etici i religiji.